# Karel Gott
Karel Gott (Plzeň, 14 luglio 1939 – Praga, 1º ottobre 2019) è stato un cantante e attore ceco, soprannominato l'usignolo d'oro, dal nome della celebre competizione canora cecoslovacca che vinse per 42 volte.
Insignito di numerosi premi nazionali ed internazionali, è ancora oggi il cantante ceco con più dischi venduti nel mondo.

## Biografia

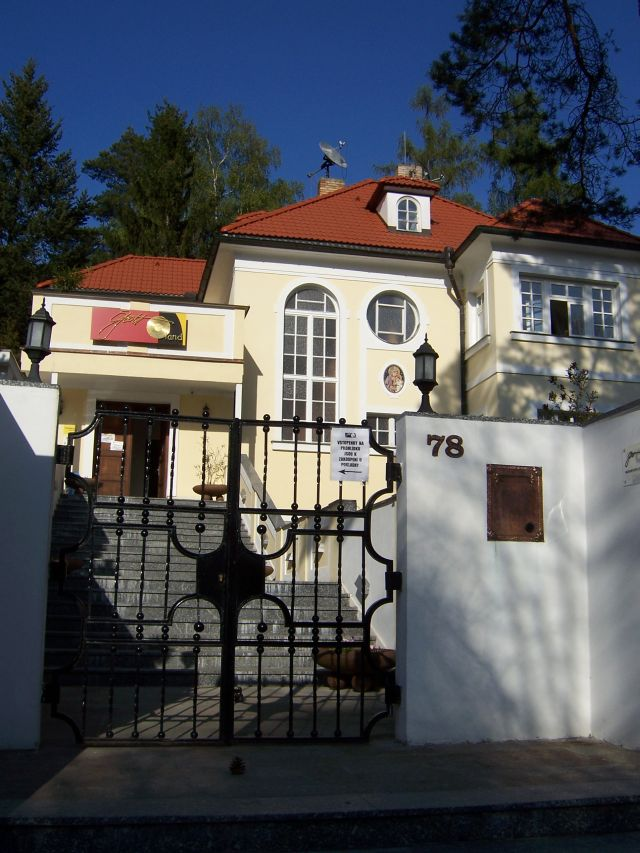
Gottland - Il museo su Karel Gott a Jevany

Formatosi al conservatorio di Praga, lavorò in gioventù come elettricista. Nel 1962 partecipò per la prima volta alla gara canora "L'usignolo d'oro" nella quale si piazzò al quarantanovesimo posto, vincendo tuttavia due anni dopo con una versione in lingua ceca di Moon River: seguì quindi un disco, Zpívá Karel Gott, pubblicato anche all'estero. Si aggiudicò la competizione per altre ventuno volte. Successivamente vinse la Český slavík "L'usignolo ceco", competizione che sostituì "L'usignolo d'oro", per altre 20 volte, totalizzando quindi 42 vittorie su 52 edizioni complessive.
Acquisì notevole successo anche in altri paesi europei, soprattutto la Germania e l'Austria, dopo la vittoria, nel 1966, al festival Bratislava Lira. La popolarità fu rafforzata dalle sue apparizioni negli show televisivi condotti da Gilbert Bécaud e Rudi Carrell.
Nel 1968 rappresentò l'Austria all'Eurovision Song Contest, dove si classificò tredicesimo.
Intraprese anche una carriera cinematografica e televisiva. Dal punto di vista sociale, nel 1977 firmò l'anti-charta, una petizione presentata dal governo comunista contro il movimento "Charta 77" di Václav Havel.
Karel Gott poteva vantare un repertorio eterogeneo di diversi generi (incise dischi per bambini e partecipò anche al festival country di Nashville nel 1979), oltre a una collezione di più di 100 album originali e 100 raccolte in differenti lingue. Tra le tante sue cover, da ricordare le versioni in ceco di Eloise - il cavallo di battaglia di Barry Ryan - Sereno è (Ja jaká je) di Drupi e Il mondo (V máji) di Jimmy Fontana.
Si esibì in prestigiose sale da concerto nel mondo, tra cui la Carnegie Hall di New York.
Karel Gott morì all'età di 80 anni nella notte del 1º ottobre 2019, dopo aver cercato di contrastare una leucemia acuta. Il 12 ottobre 2019, in concomitanza coi funerali di Stato, che si tennero nella Cattedrale di San Vito, fu proclamato giorno di lutto nazionale nella Repubblica Ceca .
Nel 2021, a due anni dunque dalla scomparsa del cantante, è uscita la sua autobiografia.

## Vita privata
Ebbe quattro figlie: Nelly-Sofie, la più giovane, nacque nel 2008.

## Riconoscimenti
- Titolo di artista meritevole (1977)
- Titolo di artista nazionale (1985)

## Discografia parziale
- 1965 Zpívá Karel Gott Supraphon

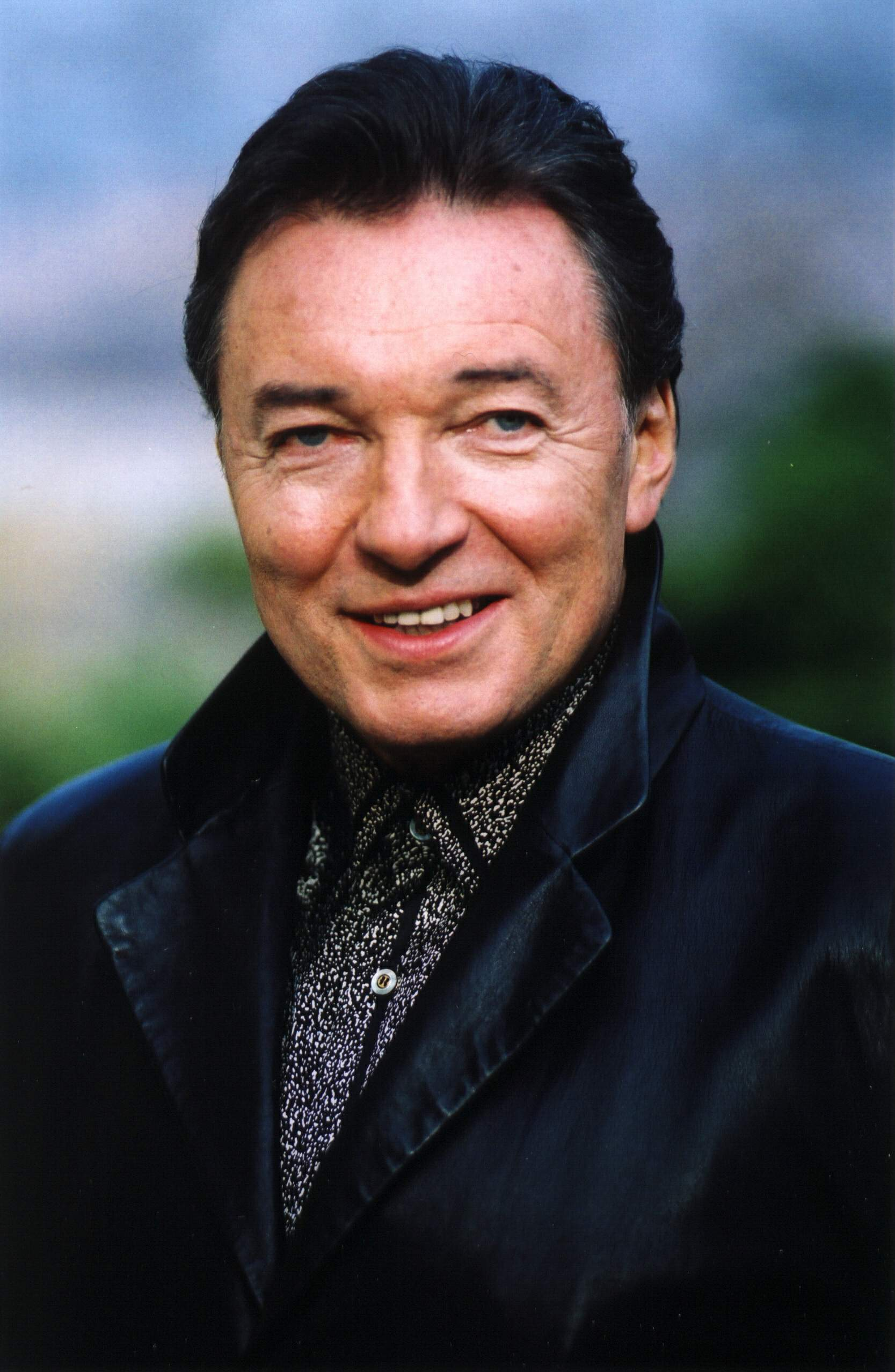
Karel Gott nel 2013

- 1966 Recitál Karla Gotta Supraphon
- 1966 The Golden Voice Of Prague Artia
- 1967 Hlas můj nech tu znít Supraphon
- 1969 Poslouchejte! Supraphon
- 1969 Vánoce ve zlaté Praze Supraphon
- 1969 In mir klingt ein Lied Artia
- 1971 Hity '71 Supraphon
- 1972 My Czech Favourites Artia
- 1973 Mezi Vltavou, Donem a Dunajem Supraphon
- 1973 Mistral 113 Artia
- 1973 Hudba není zlá 113 Supraphon
- 1974 Karel Gott 1974 Supraphon
- 1975 Melodie, které nestárnou Supraphon
- 1975 Hvězda padá vzhůru Supraphon
- 1975 From My Czech Song-Book Artia
- 1976 Karel Gott '76 Supraphon
- 1976 Písně z TV seriálu "Zpívá Karel Gott" * Supraphon
- 1977 Karel Gott '77 Supraphon
- 1978 Karel Gott '78 Supraphon
- 1978 Romantika Supraphon
- 1979 Karel Gott '79 Supraphon
- 1979 My Romantic Feeling Artia
- 1980 Karel Gott dnes Supraphon
- 1981 Country album Supraphon
- 1981 Story - Karel Gott Supraphon
- 1982 My Czech Goldies Artia
- 1982 Kontrasty Supraphon
- 1982 Country Album Artia
- 1982 Bílé vánoce Supraphon
- 1983 Koncert pro Tebe Supraphon
- 1983 White Christmas Artia
- 1983 ... a to mám rád Supraphon
- 1984 Hrátky s láskou Supraphon
- 1985 Muzika Supraphon
- 1986 To vám byl dobrý rok Supraphon
- 1986 Karel Gott Artia
- 1987 Story 2 - Karel Gott Supraphon
- 1987 Posel dobrých zpráv Supraphon
- 1988 You Are Everywhere Supraphon
- 1989 Loď snů Supraphon
- 1989 Story 3 - Karel Gott Supraphon
- 1990 I Love You For Sentimental Reasons Supraphon
- 1990 Písmo lásky Supraphon
- 1991 42 největších hitů Supraphon
- 1991 Nejromantičtější Supraphon
- 1992 Když muž se ženou snídá Supraphon
- 1993 Originální nahrávky ze 60. let Supraphon
- 1993 Only You EMG music
- 1993 Věci blízké mému srdci Supraphon
- 1994 Originální nahrávky ze 70. let Supraphon
- 1994 Karel Gott '95 PolyGram
- 1995 Originální nahrávky z 80. let Sony Music Bonton
- 1995 Zázrak vánoční GOJA
- 1996 Belcanto GOJA
- 1996 Pár havraních copánků Sony Music Bonton
- 1996 Dotýkat se hvězd Sony Music Bonton
- 1996 Zpívá Karel Gott + bonus Sony Music Bonton
- 1996 Cesta rájem Sony Music Bonton
- 1996 Pošli to dál Sony Music Bonton
- 1996 Vánoční kolekce GOJA
- 1997 Miluj GOJA
- 1997 Duety
- 1997 (Karel Gott & Lucie Bílá) GOJA/Monitor EMI
- 1998 The Golden Voice Of Prague + bonus Sony Music Bonton
- 1998 Recitál - Eva Pilarová & Karel Gott Sony Music Bonton
- 1998 Hlas můj nech tu znít + bonus Sony Music Bonton
- 1998 Svátek svátků
- 1998 (Karel Gott & Eva Urbanová) GOJA
- 1998 Ro(c)ky mého mládí GOJA
- 1999 Originální nahrávky z 90. let Sony Music Bonon
- 2000 Anniversary box Sony Music Bonton
- 2001 Lady Carneval Sony Music Bonton
- 2001 Poslouchejte!
- 2001 Karel Gott zpívá Lásku bláznivou a další hity... Sony Music Bonton
- 2001 Vánoce ve zlaté Praze Sony Music Bonton
- 2001 In mir klingt ein Lied / Hity ´71 Sony Music Bonton
- 2001 Má píseň / Mistral Sony Music Bonton
- 2001 Mezi Vltavou, Donem a Dunajem / Italské kanconety Sony Music Bonton

## Filmografia
- Kdyby tisíc klarinetů, regia di Ján Roháč e Vladimír Svitáček (1965)
- Mučedníci lásky, regia di Jan Němec (1967)
- Ta naše písnička česká, regia di Zdeněk Podskalský (1967)
- Charley's Onkel, regia di Werner Jacobs (1969)
- Slasti Otce vlasti, regia di Karel Steklý (1969)
- Hvězda padá vzhůru, regia di Ladislav Rychman (1975)
- Z pekla štěstí 2, regia di Zdeněk Troška (2001)
- Nestyda, regia di Jan Hřebejk (2008)
- Zeiten ändern dich, regia di Uli Edel (2010)
- Decibely lásky, regia di Miloslav Halík (2016)
- Když draka bolí hlava, regia di Dušan Rapoš (2018)